# العلاقات البليزية الموزمبيقية
العلاقات البليزية الموزمبيقية هي العلاقات الثنائية التي تجمع بين بليز وموزمبيق.

## مقارنة بين البلدين
هذه مقارنة عامة ومرجعية للدولتين:
| وجه المقارنة                                              | بليز         | موزمبيق          |
| --------------------------------------------------------- | ------------ | ---------------- |
| المساحة (كم2)                                             | 22.97 ألف    | 801.59 ألف       |
| عدد السكان (نسمة)                                         | 374.68 ألف   | 29.67 مليون      |
| الكثافة السكانية (ن./كم²)                                 | 16.31        | 37.01            |
| العاصمة                                                   | بلموبان      | مابوتو           |
| اللغة الرسمية                                             | لغة إنجليزية | اللغة البرتغالية |
| العملة                                                    | دولار بليزي  | متكال موزمبيقي   |
| الناتج المحلي الإجمالي (بليون دولار)                      | 1.84 مليار   | 12.33 مليار      |
| الناتج المحلي الإجمالي (تعادل القوة الشرائية) بليون دولار | 3.05 مليار   | 33.35 مليار      |
| الناتج المحلي الإجمالي الاسمي للفرد دولار أمريكي          | 4.88 ألف     | 529              |
| الناتج المحلي الإجمالي للفرد دولار أمريكي                 | 8.42 ألف     | 1.13 ألف         |
| مؤشر التنمية البشرية                                      | 0.715        | 0.416            |
| رمز المكالمات الدولي                                      | +501         | +258             |
| رمز الإنترنت                                              | .bz          | .mz              |
| المنطقة الزمنية                                           | 00           | ت ع م+02:00      |

## منظمات دولية مشتركة
يشترك البلدان في عضوية مجموعة من المنظمات الدولية، منها:
| علم المنظمة | اسم المنظمة                                 | تاريخ انضمام بليز | تاريخ انضمام موزمبيق |
| ----------- | ------------------------------------------- | ----------------- | -------------------- |
|             | الاتحاد البريدي العالمي                     | ?                 | ?                    |
|             | مؤسسة التنمية الدولية                       | 19 مارس 1982      | 24 سبتمبر 1984       |
|             | دول الكومنولث                               | ?                 | 1995                 |
|             | منظمة التجارة العالمية                      | ?                 | ?                    |
|             | الأمم المتحدة                               | 25 سبتمبر 1981    | 16 سبتمبر 1975       |
|             | منظمة حظر الأسلحة الكيميائية                | ?                 | ?                    |
|             | وكالة ضمان الاستثمار متعدد الأطراف          | 29 يونيو 1992     | 23 نوفمبر 1994       |
|             | منظمة الشرطة الجنائية الدولية               | ?                 | ?                    |
|             | مجموعة دول أفريقيا والكاريبي والمحيط الهادئ | ?                 | ?                    |
|             | مؤسسة التمويل الدولية                       | 19 مارس 1982      | 24 سبتمبر 1984       |
|             | الاتحاد الدولي للاتصالات                    | 16 ديسمبر 1981    | 4 نوفمبر 1975        |
|             | البنك الدولي للإنشاء والتعمير               | 19 مارس 1982      | 24 سبتمبر 1984       |
|             | يونسكو                                      | 10 مايو 1982      | 11 أكتوبر 1976       |

## وصلات خارجية
- موقع وزارة الخارجية البليزية
- موقع وزارة الخارجية الموزمبيقية